# 博略苏布雷叙尔
博略苏布雷叙尔（法語：Beaulieu-sous-Bressuire，法語發音：[boljø su bʁɛsɥiʁ]，意为“布雷敘爾下方的博略”）是法国德塞夫勒省的一个旧市镇。1973年1月1日，博略苏布雷叙尔与邻近的8个市镇以关联合并的形式并入布雷敘爾，博略苏布雷叙尔成为了布雷叙尔的关联市镇。2013年3月28日，博略苏布雷叙尔与其他关联市镇转变为委派市镇。

## 地理
博略苏布雷叙尔（46°52'19.2"N, 0°32'19.0"W）位于法国新阿基坦大区德塞夫勒省，该省份为法国西部内陆省份，北起曼恩-卢瓦尔省，西接旺代省，南至夏朗德省和滨海夏朗德省，东临维埃纳省。
博略苏布雷叙尔的时区为UTC+01:00、UTC+02:00（夏令时）。

## 行政
博略苏布雷叙尔的邮政编码为79300，INSEE市镇编码为79028。

## 人口
博略苏布雷叙尔于2018年1月1日时的人口数量为896人。